# Inside the Dark Web
Inside the Dark Web é um documentário produzido pela série Horizon, da BBC, sobre o universo da Dark Web, que pode ser definida como a porção da Deep web que é intencionalmente inacessível pelos browsers padrão da Internet. O documentário mostra que, após principalmente as declarações de Edward Snowden acerca da coleta de dados pessoais através da internet, a questão da vigilância e falta de privacidade na web tem se tornado um assunto polêmico. São apresentados, então, hackers e cientistas (como Julian Assange e Tim Berners-Lee), que têm lutado para usar a tecnologia contra a vigilância na web.
O filme também aborda uma questão controversa: ao prover privacidade na internet, se está, também, contribuindo para a impunidade de crimes e cybercrimes. A partir de ferramentas como Bitcoin, por exemplo, é possível comprar anonimamente desde armas e drogas até detalhes de cartões de crédito. O documentário discursa sobre a segurança pública, então, que é comprometida pela privacidade. Também faz uma reflexão acerca do quanto a sociedade está disposta a compartilhar informações pessoais com estranhos, se isso for necessário para evitar ações ilegais na internet por pessoas mal intencionadas.

## Enredo
O filme começa com uma introdução sobre o tema (privacidade e vigilância na internet) e mostra que, com o advento da Bitcoin, por exemplo, o mercado negro tem se fortalecido, o que leva o governo a querer limitar o que pode ou não ser visto e publicado. É apresentado, então, uma casa conectada que usa o conceito de Internet das Coisas e é mostrado que o usuário entrega todas as suas informações extremamente pessoais (como horário de acordar, hábitos do cotidiano) a alguma empresa e confia que essas informações se mantenham privadas.
O filme, então, expõe a fragilidade do anonimato na internet mostrando o GCHQ, serviço de inteligência britânico, que possui estações de vigilância da rede cabeada da internet, onde captura e analisa os dados passados. É dito que qualquer tipo de dados (como e-mails, websites, downloads BitTorrent) pode ser visto com facilidade a partir da transmissão por fibra óptica. A razão apresentada no filme é que o sinal (contendo os dados) se torna fraco após uma determinada distância e, assim, necessita ser repetido, o que cria um ponto fraco para a observação. Documentos revelados por Edward Snowden mostraram que essa técnica é utilizada pelo projeto do GCHQ para vigilar a informação que passa pelos cabos.
Em seguida, Tim Berners-Lee, criador da World Wide Web, comenta que o controle que os governos têm das informações pessoais dos cidadãos provoca a necessidade de uma mudança de filosofia por parte destes, cujos dados estão sendo analisados por programas. Esses programas, segundo ele, têm a capacidade de analisar grandes quantidades de dados e dizer quais são as pessoas que devem ser investigadas mais a fundo.
Posteriormente, é mostrado que não só o governo tem a capacidade de vigilar informações pessoais. Julia Angwin, pesquisadora técnica, investigou o quanto empresas de tecnologia rastreiam diariamente o comportamento das pessoas. Ela afirma que algumas empresas instalam aplicações invisíveis ao usuário que rastreiam tudo o que este pesquisa, compra e visualiza na internet. Existe, então, um mercado que vende e compra esses dados coletados. Também é mostrado por Angwin que a localização das pessoas é facilmente obtida por empresas como Google e Apple simplesmente pelo fato de deixar o sensor Wi-Fi ligado: elas sabem qual é a rede mais próxima a cada lugar e, assim, conseguem uma localização às vezes mais precisa que o GPS. Bruce Schneier, criptógrafo, comenta que as pessoas têm se tornado o produto por empresas como o Facebook, que usam os dados do usuário para oferecer anúncios personalizados.
Após isso, David Chaum, cientista da computação, é mencionado pelo fato de mostrar, nos anos 70, preocupações com a análise de tráfego que seriam somente concretizadas vinte anos depois. Ele relatou a importância de criptografar não só as mensagens, mas também as informações de destinatário e horário dessas mensagens, ou seja, dar anonimidade a todos os usuários e, com isso, criar uma rede segura.
Com essa preocupação em dar à internet segurança e anonimato, surgiu a rede  Tor. Com esse software (que é software livre e de código aberto), que encripta as mensagens em várias camadas, é possível usar a internet de maneira anônima, sem que se possa ser identificado. É mostrado o exemplo da Síria, onde esse software foi muito utilizado, exibindo a ativista Reem Al Assil, comentando que a polícia síria a prendeu e a intimidou afirmando saber que ela tinha ligação com grupos opostos ao governo. Porém, por ser anônima utilizando o Tor, ela soube que a polícia não teria como ter provas dessas informações. Em seguida, Julian Assange, o porta-voz da Wikileaks, comenta que a liberação de documentos privados do governo dos EUA por Chelsea Manning foi feita utilizando o Tor.
Posteriormente, o filme retrata a problemática do Bitcoin, dinheiro virtual independente da existência de bancos, controlado puramente por um algoritmo. A parte controversa é que as transações de bitcoins são difíceis de ser rastreadas, o que incentivou o crescimento do mercado negro que vende itens como drogas e armas, o que levou o governo a tentar coibir o uso da moeda. O argumento usado é de que o anonimato (criado pelo Bitcoin ou Tor, por exemplo) favorece o crime.
Em seguida, Edward Snowden comenta a importância da encriptação do conteúdo na internet, mas afirma que infelizmente essa ainda não é uma realidade para o usuário comum, pois ainda é complicado utilizar criptografia. A aposta no futuro é que sejam implementados sistemas que facilitem o anonimato para criar uma rede à prova da vigilância e controle. O filme termina com uma reflexão sobre os limites da privacidade que estão sendo definidos para toda a nossa geração.